# أسفيلد
أسفيلد هي بلدية فرنسية تقع في إقليم الأردين في منطقة غراند إيست. 
وهي عاصمة كانتون أسفيلد. انضم أسفيلد إلى بلدية جوزانكور السابقة عام 1971. 

## جغرافيا

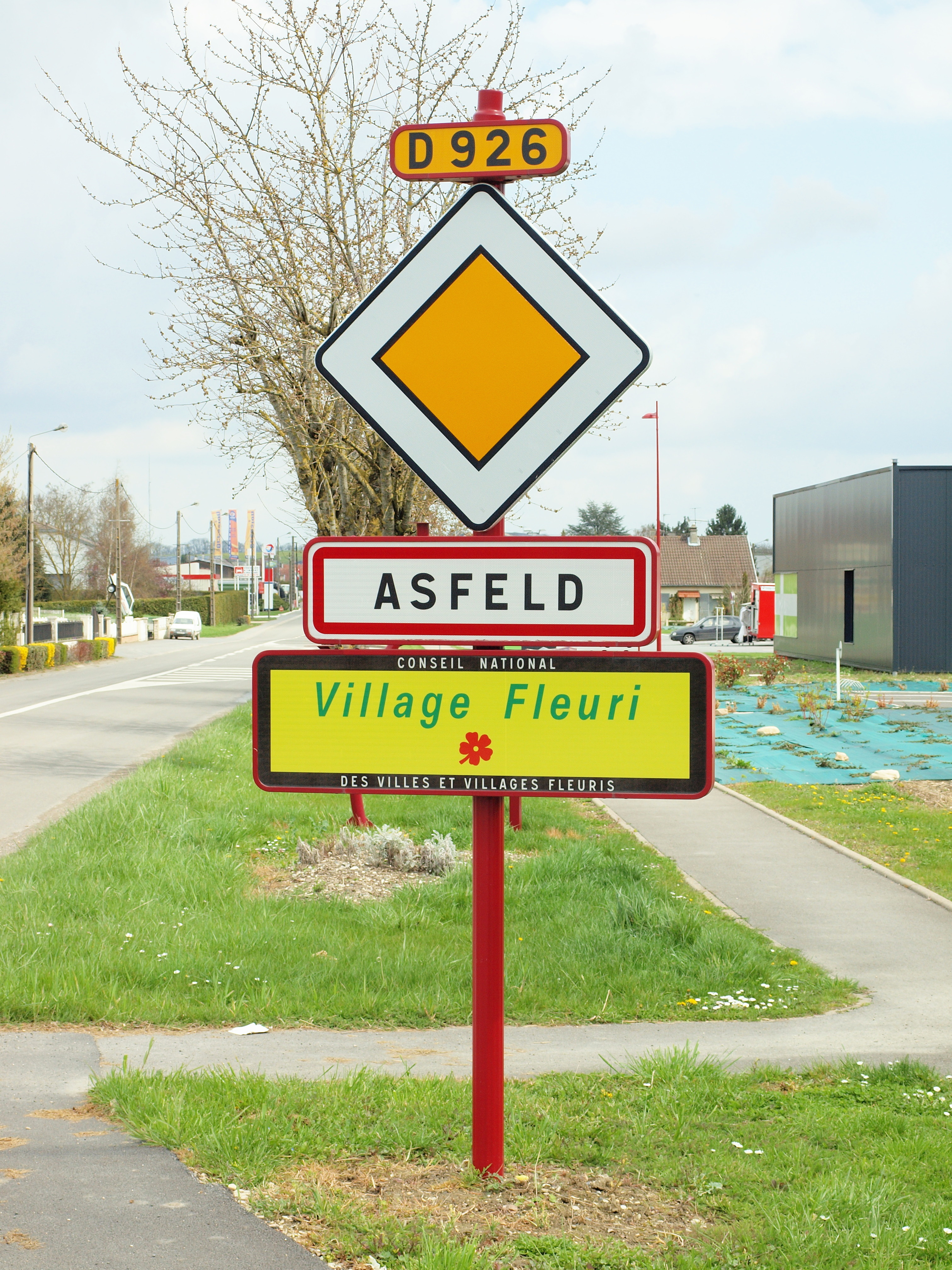
مدخل اسفيلد.

## التاريخ

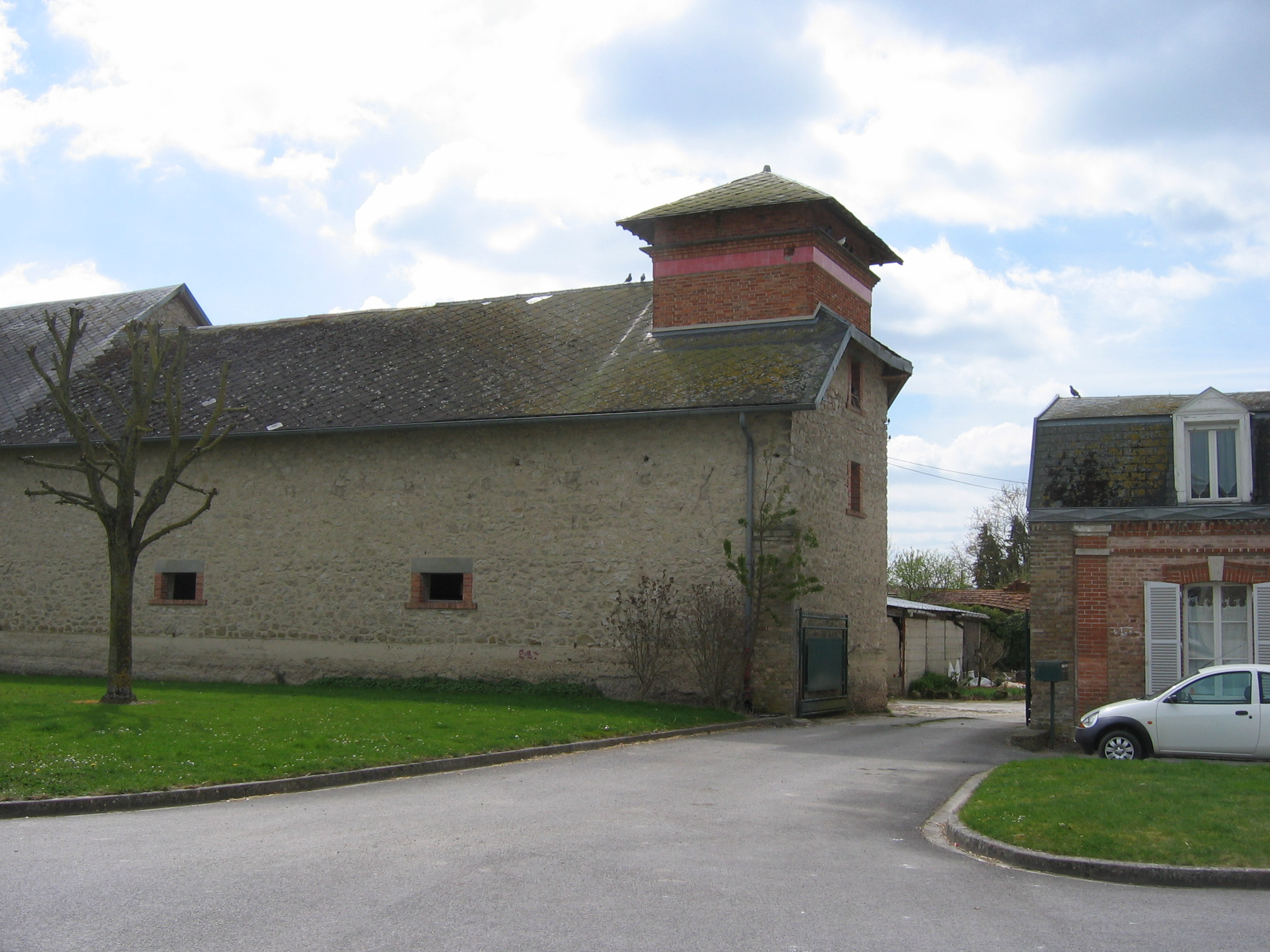
مزرعة في وسط أسفيلد.

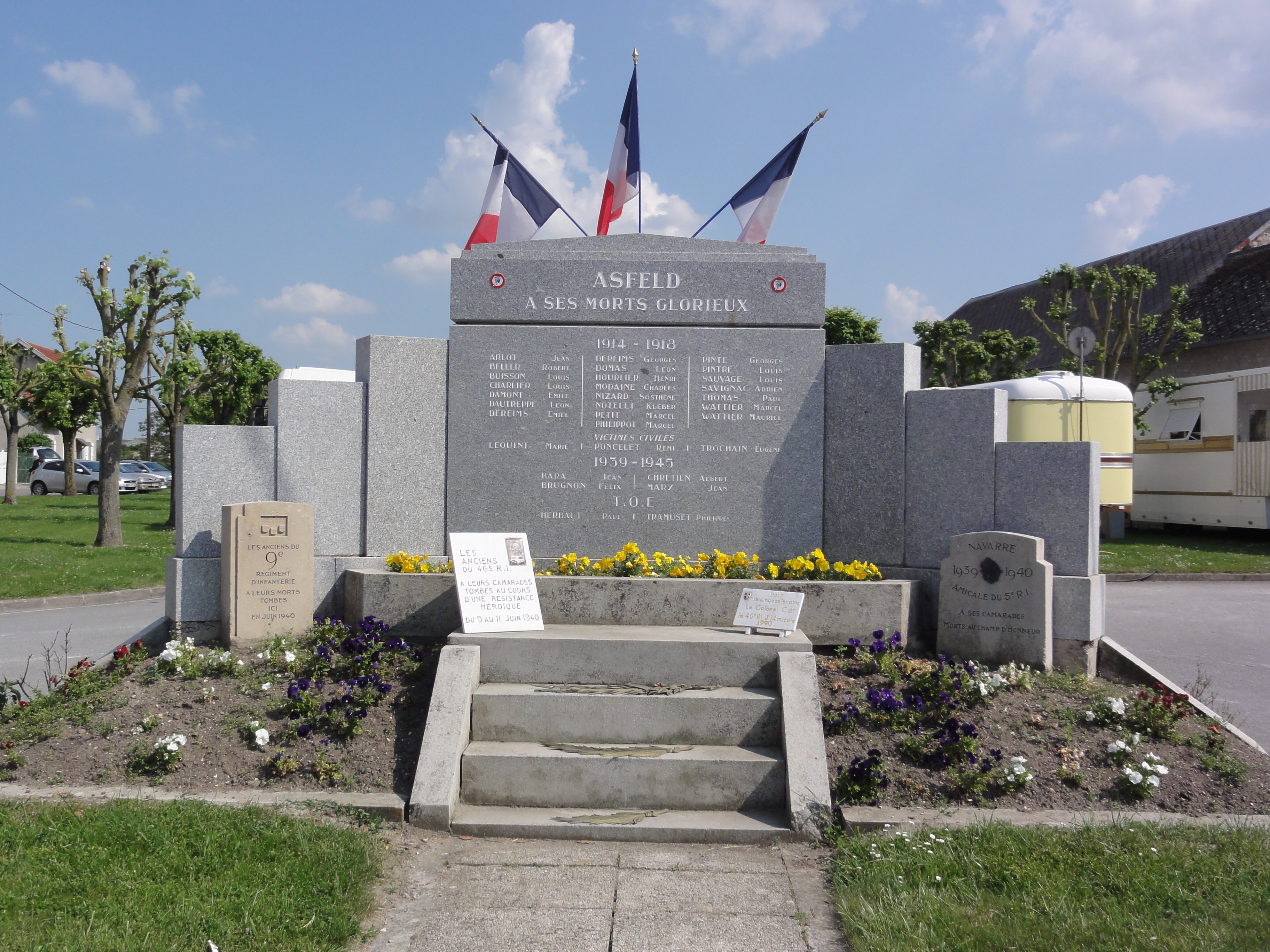
معلم أثري للموتى.
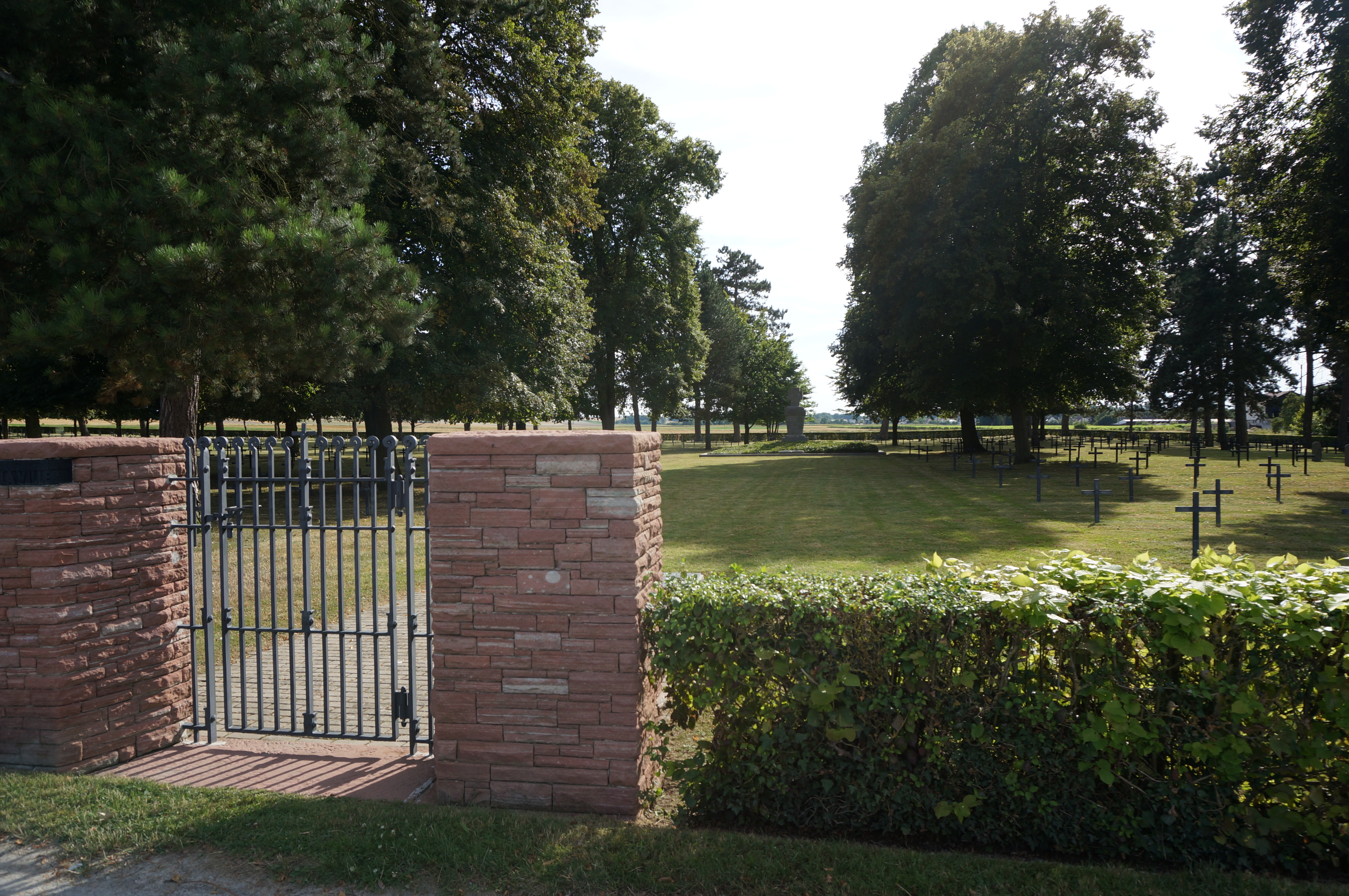
مقبرة أسفيلد الألمانية.
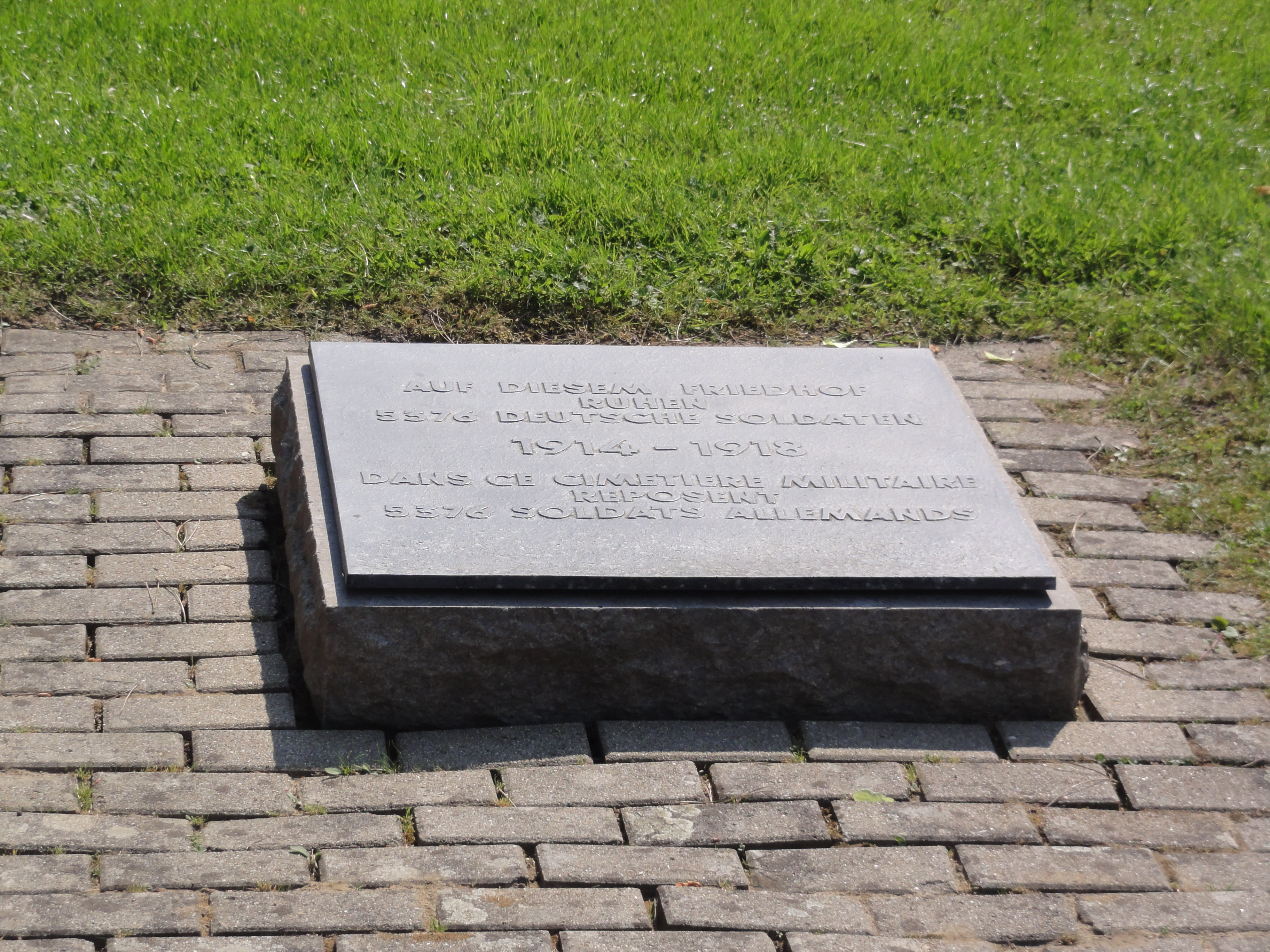
لوحة تذكارية للمقبرة الألمانية.